# Batalla de Los Horcones
La batalla de Los Horcones, fue una de las batallas de la Campaña Admirable en Venezuela. Ocurrió el 22 de julio de 1813 y en ella las fuerzas independentistas dirigidas por José Félix Ribas derrotaron a los realistas al mando del coronel Francisco Oberto. Los generales venezolanos Jacinto Lara y José Florencio Jiménez participaron en esta batalla. Ribas salió victorioso, capturando gran parte del equipo español y capturando a más de 300 prisioneros.

## Antecedentes
El 6 de julio, Simón Bolívar ingresó a la ciudad de Barinas, evacuada el día anterior por Antonio Tíscar y Pedrosa. El 9 de julio, Bolívar ordena a José Félix Ribas que pasar por El Tocuyo a Chabasquén, donde el teniente realista Pedro González de Fuentes iba al frente de una columna realista que incluía refuerzos de infantería y caballería recién incorporados de Coro . Ribas marchó por la ruta ordenada y, el 18 de julio, tomó El Tocuyo para los patriotas.
El 20 de julio, las tropas realistas incorporaron a los hombres que el teniente de navío Manuel Cañas había salvado de la Batalla de Agua Obispo contra el teniente coronel Atanasio Girardot, contando ahora con 400 hombres y 100 de caballería, más 4 piezas de artillería de calibres 6 y 8, dos de cada. Al mismo tiempo, Ribas marchaba hacia Quíbor y Barquismeto.
Enterado de estos hechos, el coronel Francisco Oberto viajó de Araure a Barquisimeto con 300 hombres e incorporó la columna de González, quedando finalmente el realista con un total de 700 hombres más la caballería y la artillería llegando a los 1.000 hombres.

## Batalla

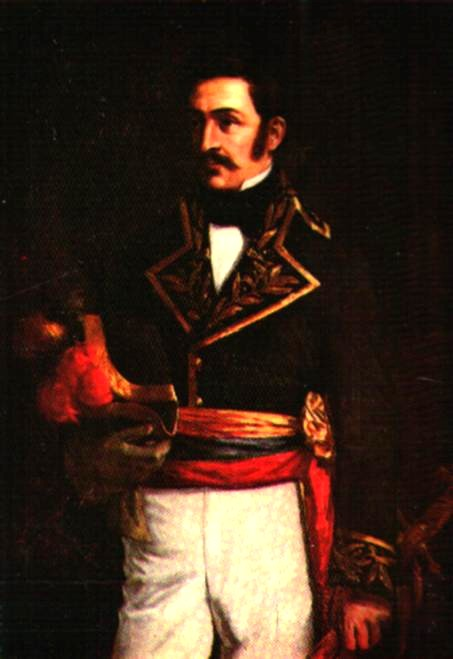
José Félix Ribas.

Para la época en que se llevó a cabo este encuentro, el sitio pertenecía al Municipio Concepción del Distrito Barquisimeto, hoy en día llamado Municipio Iribarren. Francisco Oberto, el comandante español, tomó posiciones defensivas con sus tropas realistas en el llano de Los Horcones, a 5 km de Barquisimeto en la ruta a Quíbor, donde esperaron la llegada de la columna patriota, comandada por José Félix Ribas y Jacinto Lara.
La batalla comenzó a las 11:00 horas y las tropas realistas rechazaron los 2 primeros ataques gracias a su artillería, pero un tercer ataque finalmente se apoderó de las posiciones españolas. Esto fue en gran parte gracias al subteniente Gabriel Picón González, quien entonces tenía 14 años y se convirtió en un héroe al precipitarse y tomar un cañón español a pesar de que le rompieron el fémur derecho debido a la metralla.
Esta acción fue ganada por los patriotas al mando de José Félix Ribas y Jacinto Lara, a los realistas mandados por el comandante Francisco Oberto, quien se movió a este lugar y escogió posiciones para esperar la columna de Ribas. Fue un ataque rápido y decidido, que lo hizo dueño de la artillería y obtuvo un poco más de 500 hombres. Un completo triunfo sobre el enemigo que eran casi el doble, quedando en su poder todo el material bélico, los medios de transporte y más de 300 prisioneros. Oberto y Cañas huyeron con 15 soldados por San Felipe, persiguiéndolos Ribas con 50 jinetes y alcanzándolos finalmente en Cabudare.

## Consecuencias
Ambos bandos sufrieron grandes pérdidas humanas, pero por lo demás Ribas logró una victoria completa para los patriotas, capturando las cuatro piezas de artillería, así como otras armas, suministros médicos, vehículos de transporte y más de 300 prisioneros.
Gabriel Picón se convirtió en un héroe para Simón Bolívar, quien rápidamente escribió una carta a Antonio Rodríguez de Picón, padre de Gabriel y comandante de Mérida, diciéndole que su hijo quedaría “eterno en los anales de Venezuela” por su valiente acción de ese día. Posteriormente, Bolívar mantuvo bajo su protección a Picón, quien no podría seguir la carrera militar y se dedicó a la política, y luego se convertiría en gobernador de Mérida. Picón sería conocido como el "niño-héroe de la Batalla de Los Horcones" debido a su corta edad. Gabriel Picón está enterrado en el Panteón Nacional de Venezuela, lugar de descanso de los héroes nacionales venezolanos, y tiene una parroquia que lleva su nombre en el Municipio Alberto Adriani.